# الكهيلة (رداع)

تعديل مصدري - تعديل

حارة الكهيلة هي إحدى حارات مدينة رداع أحد مدن محافظة البيضاء، بلغ تعداد سكانها 1445 نسمة حسب تعداد اليمن لعام 2004.